# 豊春村
豊春村（とよはるむら）は、埼玉県の中東部、南埼玉郡に属していた村。

## 地理
- 河川：古隅田川、古隅田川旧川、旧古隅田川（上豊川）、山城堀（古隅田川の源流）、会之堀川、中之堀川、谷原落、安之堀川、大谷川、増野川
- 春日部町との合併以前の豊春村地域は現在の春日部市道順川戸、道口蛭田、上蛭田、下蛭田、花積、南中曽根（豊町の一部）、新方袋（豊町の一部、西八木崎2丁目）、増富（豊町の一部）、増戸、上大増新田、下大増新田、谷原新田（豊町の一部）である。

## 歴史
- 1889年（明治22年）4月1日 - 町村制施行により、道順川戸村、上蛭田村、下蛭田村、花積村、道口蛭田村、南中曽根村、新方袋村、増戸村、増富村、上大増新田、下大増新田、谷原新田が合併し南埼玉郡豊春村が成立する[1]。各村は豊春村の大字となる。村役場は道順川戸地内（現・豊春小学校、1890年開校）[2]に置かれた。
- 1920年（大正9年）4月1日 - 豊春村地内を通る道路[3]が埼玉県告示第103号により県道5号浦和杉戸線の一部（後の一級国道国道16号、現、さいたま春日部線）となり、県道認定される。
- 1929年（昭和4年）11月17日 - 北総鉄道（総武鉄道を経て現・東武鉄道野田線）粕壁〜大宮間が開通し、上蛭田地内に豊春駅が開業する。
- 1954年（昭和29年）7月1日 - 南埼玉郡春日部町、武里村、北葛飾郡幸松村、豊野村と合併し春日部市となる[4]。同日豊春村廃止。大字は春日部市に継承された。

## 備考
明治22年以前の地名（小字）は以下の通り
- 新方袋村（山口、内耕、上縄、新田、宮川）
- 中曽根村（宮田、川面、松の木）
- 道順川戸村（道順）
- 上蛭田村（深田、蟹前、中通、外手）
- 下蛭田村（前田、下通、新田、道口前）
- 花積村（反町、台、中谷、慈恩寺原）
- 道口蛭田村（丸山）
- 増戸村（真菰原、天神原、新田、上前、上、中田、殿谷、義良沼）
- 増富村（芝原、木の下、鍛冶田、中屋敷、本田、前田、谷際）
- 上大増新田（東耕地、西耕地）
- 下大増新田（東耕地、西耕地）

## 交通

### 鉄道
- 東武鉄道
  - 野田線：豊春駅

### 道路
- 県道5号浦和杉戸線（現、さいたま春日部線）